# پایگاه چهاردهم شکاری مشهد
پایگاه چهاردهم شکاری مشهد از پایگاه‌های شکاری نیروی هوایی ارتش ایران است، که دارای ۲ گردان بنام‌های گردان ۱۴۱ اف-۵ و گردان ۱۴۲ اف-۱ می‌باشد.
پیشینه شکل‌گیری این پایگاه به سال ۱۳۱۸ و تشکیل هنگ سوم هوایی توسط ارتش شاهنشاهی ایران در محل فرودگاه مشهد بازمی‌گردد. هم‌اکنون سرتیپ‌دوم خلبان محمدرضا بهرام‌نژاد فرماندهی پایگاه چهاردهم شکاری مشهد را برعهده دارد.

## تاریخچه
این پایگاه نخستین بار در سال ۱۳۱۸ تحت عنوان هنگ سوم هوایی توسط ارتش شاهنشاهی ایران تأسیس شد. این هنگ در آبان ۱۳۱۸ هشت فروند هواپیمای شکاری-بمب‌افکن هاوکر آداکس، چهار فروند هاوکر فیوری و چهار فروند هواپیمای آموزشی-ارتباطی دهاویلند تایگرموث در اختیار داشت. هواپیماهایی که تعدادشان تا سال ۱۳۲۰ تقریباً بی‌تغییر ماند.
در سال ۱۳۲۴ ایستگاه هوایی مشهد در ابتدا مجهز به هواپیماهای جنگنده، بمب‌افکن و اکتشافی باقیمانده از دوران زمامداری رضا شاه پهلوی بود. هواپیماهایی چون هاوکر هایند، هاوکر آداکس و دهاویلند تایگرموث که وظیفه آنها پشتیبانی از مأموریت‌های لشکر ۹ نیروی زمینی شاهنشاهی در مشهد بود.
با بازنشستگی دسته جمعی هواپیماهای فرسوده متعلق به دوران پیش از زمامداری محمدرضا شاه پهلوی در سال‌های آغازین دهه ۱۳۳۰ شمسی، این ایستگاه محل استقرار هواپیماهای ارتباطی اِل تی-۶ جی و تهاجمی اِی تی-۶دی ملقب به هاروارد شد. این هواپیماها که در سال‌های ۱۳۲۸ تا ۱۳۳۲ از سوی ایالات متحده تحویل ایران شد، هواپیماهایی دو نفره مجهز به یک موتور پیستونی با قابلیت حمل دو تیربار ۷.۶۲ میلیمتری در زیر بال‌ها، و چهار راکت غیر هدایت شونده و یا چهار بمب سقوط آزاد بود و در صورت نیاز، امکان حمل یک مخزن سوخت اضافی ۵۵ گالنی جهت افزایش برد هواپیما را داشت.
در سال‌های آغازین دهه ۱۳۳۰ این ایستگاه تبدیل به پایگاه مقدم هوایی مشهد شد. در سال‌های نخستین دهه ۱۳۴۰ و به دنبال بازنشستگی هواپیماهای تهاجمی سبک اِی‌تی-۶ دی، به تدریج از نقش رزمی پایگاه مقدم هوایی مشهد کاسته شد. تلاش دولت شاهنشاهی ایران برای عدم تحریک اتحاد جماهیر شوروی نیز از دیگر دلایل عدم توسعه این پایگاه و تبدیل آن به یک پایگاه شکاری تاکتیکی بود.
در ۱۳ آذر ۱۳۴۳ نیروی هوایی شاهنشاهی نخستین هواپیمای جنگنده سبک اف-۵ ای فریدام فایتر را در قالب برنامه کمک تسلیحاتی ایالات متحده آمریکا دریافت کرد. در این دوره، یک گردان از جنگنده‌های اف-۵ نیز به پایگاه مقدم هوایی مشهد اختصاص یافت. 
پس از وقوع انقلاب ۱۳۵۷ نام این پایگاه به پایگاه چهاردهم شکاری امام رضا تغییر پیدا کرد. پایگاه چهاردهم شکاری در دوران جنگ ایران و عراق در اعزام نیرو، انتقال تجهیزات و امکانات به جبهه‌های جنگ، انتقال مجروحان از خطوط مقدم جبهه به مراکز درمانی سایر شهرها از جمله مشهد در شرایط مختلف جنگی و آب و هوایی نقش داشت.
به دنبال به قدرت رسیدن طالبان و متعاقباً قتل دیپلمات‌های ایرانی، نیروهای مسلح ایران در آستانه جنگ با طالبان قرار گرفتند. تصمیم به تبدیل پایگاه مشهد به یک پایگاه شکاری تاکتیکی گرفته شد، پایگاهی مجهز به دو گردان از هواپیماهای جنگنده. گردان ۱۴۱ شکاری تاکتیکی مجهز به ۱۲ فروند جنگنده اف-۵ و گردان ۱۴۲ شکاری تاکتیکی مجهز به ۱۲ فروند جنگنده میراژ اف-۱ غنیمت گرفته شده از نیروی هوایی عراق.
در سال ۱۳۷۷ پایگاه مقدم هوایی مشهد به پایگاه چهاردهم شکاری تاکتیکی تبدیل شد و مأموریت‌های تعریف شده برای آن، دفاع از حریم هوایی شمال شرق، همچنین پشتیبانی از مأموریت‌های لشکر ۷۷ خراسان و نیروهای مرزبانی بود. 
گردان ۱۴۲ شکاری تاکتیکی در اسفند ۱۳۷۸ با ۱۰ فروند جنگنده میراژ اف-۱ تشکیل شد. در تاریخ ۱۹ تیر ۱۳۸۰ یک فروند میراژ اف-۱ به شماره ۶۲۱۷-۳ در جریان یک مأموریت ناوبری به خلبانی سرهنگ ناصر حبیبی زهام؛ جانشین فرمانده پایگاه چهاردهم شکاری به طبس و بالعکس، دچار نقص فنی در سامانه هیدرولیک شد. خلبان دقایقی پیش از رسیدن جنگنده‌اش به مشهد جهت فرود اضطراری، کنترل هواپیما را به علت قفل شدن فرمان‌ها از دست داد و از آنجا که کمربند ایمنی خود را بر روی حالت رهاسازی سریع قرار داده بود، پس از خروج با صندلی‌پران، چتر نجات او از بدنش جدا شد و باعث سقوط وی و کشته شدن او گردید. پس از آن پایگاه چهاردهم شکاری از امام رضا به ناصر حبیبی زهام تغییر نام داد، همچنین تمامی ناوگان هواپیماهای میراژ اف-۱ زمین‌گیر شدند و گردان ۱۴۲ شکاری منحل گردید.
به دنبال جداسازی فرماندهی پدافند هوایی ارتش از نیروی هوایی ارتش در سال ۱۳۸۷ و تشکیل نیروی پدافند هوایی ارتش، نیمی از اراضی پایگاه چهاردهم شکاری تاکتیکی در مشهد به نیروی پدافند هوایی ارتش واگذار شد، که انحلال این پایگاه و اسکادران ۱۴۱ شکاری تاکتیکی را به دنبال داشت.
در این زمان پایگاه مقدم هوایی زیر نام ناصر حبیبی زهام تشکیل شد؛ پایگاهی مجهز به هشت فروند از جنگنده‌های اف-۵ ئی و اف-۵ اف اعزامی متعلق به گردان ۲۱ شکاری تاکتیکی که مستقر در پایگاه دوم شکاری تبریز و مجهز به بیش از ۲۰ فروند جنگنده اف-۵ تایگر ۲ بود.
در زمستان سال ۱۳۸۷ و به دنبال درخواست ستاد مشترک ارتش از نیروی هوایی ارتش جهت راه‌اندازی مجدد جنگنده‌های میراژ اف-۱ سابق نیروی هوایی عراق، یک مرکز تعمیر اساسی این نوع جنگنده در پایگاه مقدم هوایی حبیب تشکیل شد. مرکزی که توسط گروهی از متخصصان فنی هواپیماهای جنگنده اف-۵ اداره می‌شد و علاوه بر قابلیت انجام بازآماد یا تعمیر اساسی یک فروند میراژ اف-۱ در سال، توانایی انجام تعمیرات سنگین جنگنده‌های اف-۵ شامل اورهال یا تعمیر اساسی بدنه آنها را داشت.
از سال ۱۳۸۷ تا به امروز، پایگاه مقدم هوایی حبیب به ۴ فروند جنگنده اف-۵ ئی، مسلح به موشک‌های سایدوایندر جهت انجام مأموریت واکنش سریع به منظور رهگیری هواگردهای متخاصم در حریم هوایی شمال شرق ایران مجهز بوده است. علاوه بر آنها، دو فروند اف-۵ ئی مسلح دیگر به‌عنوان رزرو و دو فروند اف-۵ اف، جهت مأموریت‌های تمرینی و آموزشی در آن مستقر می‌باشند.
با توجه به ناتوانی هواپیماهای جنگنده اف-۵ ئی، در انجام عملیات در شب، در شرایط بحرانی و یا به درخواست فرماندهی قرارگاه شمال شرق ارتش، چهار فروند هواپیمای جنگنده بمب‌افکن اف-۴ از پایگاه سوم یا پایگاه نهم به ترتیب در نزدیکی همدان و بندرعباس به مشهد اعزام می‌شوند.

## یگان‌ها
- گردان شکاری اف-۱
- گردان شکاری اف-۵